# Lương Nguyên Bưu
Lương Nguyên Bưu (?-1399) là một trong những thuộc hạ thân tín của thượng tướng Trần Khát Chân thời nhà Trần.

## Thân thế
Lương Nguyên Bưu, không rõ năm sinh, quê ở Tuyên Quang. Ông sinh gia trong gia đình có truyền thống nhiều đời làm quan, còn được phong Hầu:" Tổ tiên của ông là Toát Thông Vương kiêm phụ đạo vào cuối thời Nhà Lý, con là Lương Văn, Lương Hiến và Lương Quế, đều được phong tước Hầu. Con Quế là Lương Hiếu Bão, vào thời nhà Trần nhờ công đánh giặc Mông-Nguyên nên được phong làm quan phục Hầu. Bão lại sinh ra Lương Thế Tắc được phong Lặc phong Hầu. Tắc lại sinh ra Lương Cúc Tôn làm quan sát sứ. Cúc Tôn sinh ra Lương Nguyên Bưu".

## Mưu hành thích bất thành, bị xử chết
Năm 1399,Hồ Quý Ly tổ chức cuộc họp thề Đốn Sơn (nay là xã Cao Mật, huyện Vĩnh Lộc, tỉnh Thanh Hóa), thì thái bảo Trần Hãng và Trần Khát Chân (trong đó có Nguyên Bưu) lập mưu giết Hồ Quý Ly lúc Ly đang đứng trên lầu nhà Khát Chân thì sai Phạm Ngưu Tất cầm gươm lên lầu giết Ly. Bỗng Khát Chân trừng mắt,rồi thôi, khiến Tất nao núng. Quý Ly thấy thế thất kinh đứng dậy, thét truyền vệ sĩ lôi cả bọn Khát Chân, hành khiển Hà Đức Lân,Lương Nguyên Bưu,... và các thuộc hạ tâm phúc hết thảy 370 người đem ra xử chém. Nhà của ông thì bị tịch thu hết tài sản, gia quyến thì bị sát hại một cách dã man.